# Paola Arlotta
Paola Arlotta (nacida en 1971) es una neurocientífica, bióloga y profesora italiana. Se desempeña como profesora en la Universidad de Harvard y presidenta de Harvard Stem Cell and Regenerative Biology (HSCRB). Su investigación se centra en el desarrollo de tipos de neuronas en la corteza cerebral. Es conocida por su trabajo utilizando organoides cerebrales 3D derivados de células madre pluripotentes inducidas por humanos (iPSC) para estudiar el desarrollo cortical en trastornos neurodegenerativos y neuropsiquiátricos.

## Biografía
Nacida en 1971, creció en Capriva del Friuli, Italia. Asistió al liceo científico Duca degli Abruzzi en Gorizia. Obtuvo una maestría en bioquímica de la Universidad de Trieste y su doctorado en biología molecular de la Universidad de Portsmouth bajo la tutoría de Santa J. Ono en 2000. El título de su tesis doctoral fue "La proteína IC del grupo de alta movilidad: regulación transcripcional e implicación en la formación de lipomas en ratones transgénicos". Luego completó su investigación postdoctoral en la Facultad de Medicina de Harvard bajo la tutoría de Jeffrey Macklis. Trabajó tanto en el Boston Children's Hospital como en el Hospital General de Massachusetts estudiando la neurogénesis y la reparación del SNC. También fue instructora de Neurocirugía en la Facultad de Medicina de Harvard hasta 2007.
En 2007, se unió a la Universidad de Harvard con un laboratorio en el campus de Cambridge. Se convirtió en Profesora Asociada Morris Kahn de Células Madre y Biología Regenerativa, así como en Facultad del Instituto de Células Madre de Harvard. Fue ascendida a profesora de células madre y biología regenerativa de la familia Golub en Harvard. En 2018, Arlotta fue nombrada presidenta de Biología de Células Madre  y miembro del Consejo Ejecutivo de Biología Cuantitativa. También formó parte del jurado de Ciencias biológicas del Premio Infosys en 2019.
Además de sus puestos en el Departamento de Células Madre y Biología Regenerativa de Harvard, también es miembro del Instituto Broad, miembro asociado del Centro Stanley de Investigación Psiquiátrica del Instituto Broad y miembro del Harvard Stem Cell Institute, donde también es codirectora del programa de neurociencia.

## Investigación
Su investigación se centra en comprender los factores moleculares que guían el nacimiento, la diferenciación y el ensamblaje de las neuronas en la corteza cerebral. Su laboratorio desarrolla modelos in vitro de patología y desarrollo cortical humano utilizando organoides cerebrales 3D.

## Premios y honores
- Premio George Ledlie.[11]
- Premio Fannie Cox a la excelencia en la enseñanza de las ciencias.[11]
- Premio de investigación Friedrich Wilhelm Bessel de la Fundación Alexander von Humboldt.[11]
- Robertson Stem Cell Investigator de la New York Stem Cell Foundation (NYSCF) (2011).[14]
- Premio George Ledlie otorgado por el presidente y miembros de la Universidad de Harvard.[15]

## Publicaciones seleccionadas
- Arlotta, P; Molyneaux, BJ; Chen, J; Inoue, J; Kominami, R; Macklis, JD (20 de enero de 2005). «Neuronal subtype-specific genes that control corticospinal motor neuron development in vivo.». Neuron 45 (2): 207-21. PMID 15664173. doi:10.1016/j.neuron.2004.12.036.
- Arlotta, P.; Molyneaux, B. J.; Jabaudon, D.; Yoshida, Y.; Macklis, J. D. (16 de enero de 2008). «Ctip2 Controls the Differentiation of Medium Spiny Neurons and the Establishment of the Cellular Architecture of the Striatum». Journal of Neuroscience 28 (3): 622-632. PMC 6670353. PMID 18199763. doi:10.1523/JNEUROSCI.2986-07.2008.
- Velasco, Silvia; Kedaigle, Amanda J.; Simmons, Sean K.; Nash, Allison; Rocha, Marina; Quadrato, Giorgia; Paulsen, Bruna; Nguyen, Lan et al. (5 de junio de 2019). «Individual brain organoids reproducibly form cell diversity of the human cerebral cortex». Nature 570 (7762): 523-527. Bibcode:2019Natur.570..523V. PMC 6906116. PMID 31168097. doi:10.1038/S41586-019-1289-X.
- Zonouzi, M; Berger, D; Jokhi, V; Kedaigle, A; Lichtman, J; Arlotta, P (4 de junio de 2019). «Individual Oligodendrocytes Show Bias for Inhibitory Axons in the Neocortex.». Cell Reports 27 (10): 2799-2808.e3. PMC 7968376. PMID 31167127. doi:10.1016/j.celrep.2019.05.018.
- Quadrato, Giorgia; Nguyen, Tuan; Macosko, Evan Z.; Sherwood, John L.; Min Yang, Sung; Berger, Daniel R.; Maria, Natalie; Scholvin, Jorg et al. (26 de abril de 2017). «Cell diversity and network dynamics in photosensitive human brain organoids». Nature 545 (7652): 48-53. Bibcode:2017Natur.545...48Q. PMC 5659341. PMID 28445462. doi:10.1038/NATURE22047.
- Tomassy, GS; Dershowitz, LB; Arlotta, P (February 2016). «Diversity Matters: A Revised Guide to Myelination.». Trends in Cell Biology 26 (2): 135-147. PMC 4727993. PMID 26442841. doi:10.1016/j.tcb.2015.09.002.
- Molyneaux, Bradley J.; Goff, Loyal A.; Brettler, Andrea C.; Chen, Hsu-Hsin; Brown, Juliana R.; Hrvatin, Siniša; Rinn, John L.; Arlotta, Paola (Enero de 2015). «DeCoN: Genome-wide Analysis of In Vivo Transcriptional Dynamics during Pyramidal Neuron Fate Selection in Neocortex». Neuron 85 (2): 275-288. PMC 4430475. PMID 25556833. doi:10.1016/J.NEURON.2014.12.024.

## Otras lecturas
- Vicente, Catarina (1 de noviembre de 2016). «An interview with Paola Arlotta». Development 143 (21): 3863-3865. PMID 27803054. doi:10.1242/dev.144584.
- Reichel, Chloe (15 de marzo de 2019). «What you need to know about organoids». Journalist's Resource.